# Passacaglia

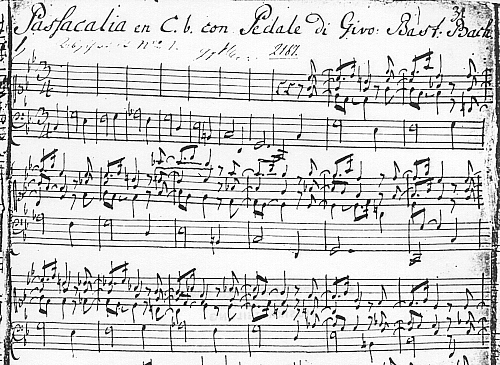
Primeira página do manuscrito da passacaglia e fuga em dó menor, BWV 582, por Johann Sebastian Bach

A passacaglia (ou passacale, ou passacalha) é um estilo de composição musical baseada num tema, que é repetido constantemente no baixo, e em variações sobre esse tema na melodia principal. A forma da passacaglia é tema e variação. No decorrer da música, o baixo também pode sofrer variações. Forma musical amplamente utilizada no Barroco, caiu em desuso até o século XX, quando alguns compositores voltaram a utilizá-la, sobretudo para a composição de trilhas sonoras cinematográficas.